# Indre Østfold

Indre Østfold markerat med röd färg på en karta över Østfold fylke.

Indre Østfold är ett distrikt i Østfold fylke i sydöstra Norge. Distriktet upprättades formellt av Østfolds fylkesting 2007. Det omfattade fram till och med 2019 tio kommuner med totalt 60 689 invånare (1 januari 2015) och en total yta på 2 243 km². Sedan 2020 omfattar det fem kommuner. Den övriga delen av fylket utgör Ytre Østfold. 
Distriktets två städer är Askim och Mysen.

## Kommuner
Distriktet Indre Østfold var fram till 2019 indelat i tio kommuner, därefter fem kommuner från 2020.

### Sedan 2020
| Kommunkod | Karta                 | Namn                  | Centralort |
| --------- | --------------------- | --------------------- | ---------- |
| 3116      | Skiptvets kommun      | Skiptvets kommun      | Skiptvet   |
| 3118      | Indre Østfolds kommun | Indre Østfolds kommun | Askim      |
| 3120      | Rakkestads kommun     | Rakkestads kommun     | Rakkestad  |
| 3122      | Markers kommun        | Markers kommun        | Ørje       |
| 3124      | Aremarks kommun       | Aremarks kommun       | Fossby     |

### Fram till 2019
| Kommunkod | Karta             | Namn              | Centralort | Antal invånare | Yta km² | Språkvariant |
| --------- | ----------------- | ----------------- | ---------- | -------------- | ------- | ------------ |
| 0118      | Aremarks kommun   | Aremarks kommun   | Fossby     | 1.399          | 319,27  | Bokmål       |
| 0119      | Markers kommun    | Markers kommun    | Ørje       | 3.567          | 412,90  | Bokmål       |
| 0121      | Rømskogs kommun   | Rømskogs kommun   | Rømskog    | 682            | 183,14  | Bokmål       |
| 0122      | Trøgstads kommun  | Trøgstads kommun  | Skjønhaug  | 5.337          | 204,45  | Bokmål       |
| 0123      | Spydebergs kommun | Spydebergs kommun | Spydeberg  | 5.853          | 142,04  | Bokmål       |
| 0124      | Askims kommun     | Askims kommun     | Askim      | 15.810         | 69,15   | Bokmål       |
| 0125      | Eidsbergs kommun  | Eidsbergs kommun  | Mysen      | 11.414         | 235,91  | Bokmål       |
| 0127      | Skiptvets kommun  | Skiptvets kommun  | Skiptvet   | 3.831          | 101,20  | Bokmål       |
| 0128      | Rakkestads kommun | Rakkestads kommun | Rakkestad  | 8.202          | 434,71  | Bokmål       |
| 0138      | Hobøls kommun     | Hobøls kommun     | Elvestad   | 5.621          | 140,39  | Neutral      |

## Tätorter
Tätorter  i Indre Østfold efter invånarantal den 1 januari 2013:
- Askim – 13 696 (Askim)
- Mysen – 6 321 (Eidsberg)
- Spydeberg – 5 246 (Spydeberg och Hobøl)
- Rakkestad – 4 397 (Rakkestad)
- Skjønhaug – 2 002 (Trøgstad)
- Ørje – 1 881 (Marker)
- Skiptvet – 1 627 (Skiptvet)
- Tomter – 1 584 (Hobøl)
- Heiås – 729 (Trøgstad)
- Slitu – 710 (Eidsberg)
- Ringvoll – 470 (Hobøl)
- Fosby – 372 (Aremark)
- Trømborg – 301 (Eidsberg)
- Degernes – 286 (Rakkestad)
- Finnestad – 208 (Eidsberg)